# Steinkirchen (Obertaufkirchen)
Steinkirchen ist ein Gemeindeteil der Gemeinde Obertaufkirchen im oberbayerischen Landkreis Mühldorf am Inn.

## Geschichte
Im Indikulus Arnonis vom Jahre 790, das älteste Güterverzeichnis der Kirche Salzburg, hergestellt im Auftrage des Erzbischofs Arno, wird Steinkirchen als eine der drei Kirchen an der Ornau erstmals erwähnt. Die beiden anderen waren in Oberornau und Paffenkirchen. Nach den Ungarneinfällen und deren Verwüstungen ist zu Ehren des Hl. Ulrich von Augsburg, des Ungarnbefreiers (Schlacht auf dem Lechfeld vom 8. bis 10. August 955), eine Kirche aus Stein erbaut worden.
Im Mittelalter nannte sich ein dortansässiges Adelsgeschlecht nach dem Ort. Um 1135 bezeugen Adelbero de Steinenkirchen und sein Bruder Ruodiger eine Urkunde. Um 1200 wurden in klösterlichen Urkunden Walchunus de Stainchirchen und um 1210 bis 1230 Ruodigerus de Stainchirchen erwähnt. Dieses Geschlecht erlosch um die Mitte des 13. Jahrhunderts, und seine Güter kamen wahrscheinlich an die nahe gelegenen Klöster Gars und Au.
Ursprünglich gehörte der Ort zur Obmannschaft Obertaufkirchen im kurfürstlichen Landgericht Mühldorf am Inn, aus der 1818 weitgehend die bis zur Gebietsreform 1972 gültige Gemeinde Obertaufkirchen gebildet wurde.
Eine Schule in Steinkirchen wird im Jahre 1713 erstmals erwähnt. Diese wurde in einer Stube im Mesnerhaus (jetziges Hundschellhaus, Hausnummer 19) untergebracht. Die Schulzeit dauerte einige Wintermonate, im Sommer brauchte man die Kinder zum Arbeiten. Ein neues Schulhaus wurde 1804 errichtet. Die Schule wurde 1830 vorübergehend geschlossen. Erst 1861 wurde das jetzige „alte“ Schulhaus gebaut. In den 50er Jahren wurde ein Anbau zwischen „Alter Schule“ und Schmid erstellt. 1968 wurde der Schulbetrieb eingestellt und das Anwesen von der Gemeinde Obertaufkirchen verkauft.
Im Mai 1987 lebten dort 61 Einwohner in 16 Wohngebäuden, von denen eines in zwei Wohnungen aufgeteilt war.

## Lage
Das Kirchdorf Steinkirchen liegt im linken Talbereich des Ornauer Bachs,  der die südliche und östliche Begrenzung des Gattergebirges bildet und über die Goldach zur Isen fließt. Die den Ort tangierende Ortsverbindungsstraße verbindet den Hauptort Obertaufkirchen mit dem ehemaligen Gemeindehauptort Oberornau.
Die nächstgelegenen größeren Städte sind im Osten die Kreisstadt Mühldorf am Inn rund 22 km entfernt, im Westnordwesten Dorfen 14 km entfernt,  im Nordnordwesten Landshut 48 km entfernt sowie im Westsüdwesten die Landeshauptstadt München mit einer Entfernung von 60 km.

## Bau- und Bodendenkmäler
Die Katholische Filialkirche St. Ulrich (Steinkirchen 21) ist ein kleiner barocker Saalbau mit eingezogenem Chor und Westturm, ehemals bezeichnet mit dem Jahr 1672, 1908 verlängert.

Ehemalige Mühle

Die ehemalige Mühle (Steinkirchen 8) ist ein zweigeschossiger Flachsatteldachbau mit Blockbau-Obergeschoss, Bundwerk und Traufschrot aus dem 18. Jahrhundert.
Die Filialkirche und die ehemalige Mühle sind in die Liste der Baudenkmäler in Obertaufkirchen eingetragen. Bereich der Katholischen Filialkirche St. Ulrich in Steinkirchen und ihres Vorgängerbaus gibt es darüber hinaus untertägige spätmittelalterliche und frühneuzeitliche Befunde, die als Bodendenkmal kategorisiert sind.

## Industrie
In den 1970er Jahren entwickelte sich rasant eine kleine Spenglerei zum größten Arbeitgeber der Region mit über 400 Beschäftigten. Die Firma Grundner, die vorrangig Lüftungskanäle aus Blech produzierte und weltweit den Markt belieferte. Anfang der 1990er Jahre des 20. Jahrhunderts wurde das Lebenswerk der Eheleute Grundner zerschlagen und es entstanden die heute am Betriebssitz firmierenden Firmen als GmbH mit etwa 100 Mitarbeitern, die sich Anlagen- und Luftleit-Systembau, Kamin- und Druckbehälterbau sowie Entstaubungstechnik fokussiert, sowie die Berliner Luft Technik GmbH, die mit 39 Beschäftigten Lüftungs- und Klimatechnik anbietet.

## Haus- und Flurnamen
| Adresse                  | Hausnamen                            | Namensherkunft | Foto |
| ------------------------ | ------------------------------------ | --- | ---- |
| Steinkirchen 1           | Wagneranwesen                        | ⚭ um 1689, Steinkirchen, Barbara Wagner und Kaspar Wagner |      |
| Steinkirchen 3           | Schneideranwesen                     | |      |
| Steinkirchen 4           | Christlanwesen                       | Christoph |      |
| Steinkirchen 5           | Wimmeranwesen                        | |      |
| Steinkirchen 6           | Kronberger Kfz- und Landtechnik      | |      |
| Steinkirchen 7, 9 und 11 | Grundner und Fabrikgelände           | Die Grundner Metallverarbeitung KG ist am 28. März 1979 erloschen. Jetzt nutzt die Berliner Luft Technik GmbH das Gebäude Steinkirchen 7 für den Vertrieb von Lüftungs- und Klimatechnik.      |      |
| Steinkirchen 8           | Bapistanwesen                        | Ehemalige Mühle |      |
| Steinkirchen 10, 10a     | Waldherrn-Häuser                     | |      |
| Steinkirchen 11          |                                      | als GmbH: Anlagen- und Luftleit-Systembau, Kamin- und Druckbehälterbau sowie Entstaubungstechnik                                                                                               |      |
| Steinkirchen 12          | Mesnerhaus, Altes Schulhaus          | |      |
| Steinkirchen 13          | Mühlneranwesen                       | |      |
| Steinkirchen 14          | Schmidanwesen                        | |      |
| Steinkirchen 14, 14a     | Neues Schulhaus                      | |      |
| Steinkirchen 15          | Grundner-Haus                        | |      |
| Steinkirchen 16          | Schedanwesen                         | ⚭ 3. Juli 1752, Steinkirchen, Melchior Schid S.d. Melchior u. Margarethe ⚭ 1. Okt. 1760 Steinkirchen, Melchior Schid S.d. Melchior u. Margarethe                                               |      |
| Steinkirchen 17          | Rachl-Bauernhof                      | Raichnl ⚭ 29. Okt. 1878, Rachl Maria T.d. Bernhard Rachl und Kathar |      |
| Steinkirchen 18          | Feuerwehrhaus                        | |      |
| Steinkirchen 19          | Waldherrn-Bauernhof                  | Walther |      |
| Steinkirchen 20          | Hundschell-Wirtshaus                 | Georg Hundschell (* 18. Feb. 1855; † 23. Dez. 1927), Gastwirt und Krämer, Steinkirchen |      |
| Steinkirchen 21          | Filialkirche St. Ulrich mit Friedhof | Ulrich von Augsburg |      |
| Steinkirchen 22          | Eibl-Bauernhof                       | Alban |      |
| Steinkirchen 23          | Baumgartner-Bauernhof                | ⚭ um 1722, Steinkirchen, Benedikt Baumgartner, Eltern: Baumgartner Gregor und Riedmayr Maria ⚭ 17. Sept. 1743, Steinkirchen, Johann Baumgartner, Eltern: Baumgartner Gregor und Riedmayr Maria |      |
| Steinkirchen 24          |                                      | |      |
| Steinkirchen 25, 25a     | Brünninger-Bauernhof mit Neubau      | |      |
| Steinkirchen 26, 28      | Ehgarten                             | |      |
| Steinkirchen 27          |                                      | |      |
| Weiler                   |                                      | |      |
| Höllhof                  |                                      | Höll (Hüll, Hill), ein Anwesen an einem sumpfigen Platze |      |
| Neuhausen                |                                      | |      |
| Reuth (Köppelreit)       | Gebhartreut                          | |      |
| Weinberg (Weinbergerhof) |                                      | |      |

Flurnamen in und um Steinkirchen sind Herlberg; Anger; Ungererfeld: Weinberg; Rimbachfeld; Stoabründl; Schweibefeld, Schweibeholz; Gemeindewiesen; Forsthuberberg; Unterfeld; Schmidwiesen und Neuhauserwiesen.